# Выборы главы администрации Ненецкого автономного округа (1996)
Первые всенародные выборы главы администрации Ненецкого автономного округа прошли в Ненецком автономном округе в декабре 1996 года. Первый тур состоялся 1 декабря в период выборов глав регионов, одновременно с выборами в Собрание депутатов Ненецкого автономного округа. Поскольку в первом туре ни один кандидат не набрал абсолютного большинства голосов избирателей, на 13 декабря был назначен второй тур. Победу одержал депутат Собрания депутатов Ненецкого автономного округа Владимир Бутов, опередив действовавшего главу НАО Владимира Хабарова, набрав 48,46 % голосов избирателей.

## Проведение
30 ноября 1991 года указом президента РСФСР Бориса Ельцина первым главой администрации Ненецкого автономного округа был назначен Юрий Комаровский, занимавший должность заместителя председателя Нарьян-Марского городского исполкома. В апреле 1993 года Комаровский подал в отставку с поста главы администрации, которая была удовлетворена президентом Ельциным 16 апреля 1993 года, однако затем вновь был назначен на данный пост. Вскоре, в феврале 1996 года под сильным давлением депутатского корпуса окружного Собрания Комаровский, обвинявшийся депутатами в нецелевом расходовании бюджетных средств по собственному желанию ушёл в отставку. Новым главой администрации Ненецкого автономного округа до выборов был назначен руководитель регионального отделения Пенсионного фонда Владимир Хабаров.
Всего на должность главы администрации Ненецкого автономного округа было зарегистрировано семь кандидатов, однако небольшие социологические опросы показали, что наиболее высокий рейтинг у трёх человек — депутата окружного Собрания депутатов Владимира Бутова, действовавшего и бывшего глав администрации НАО Владимира Хабарова и Юрия Комаровского соответственно. В ходе предвыборной агитации все кандидаты совершали поездки по населённым пунктам, встречались с населением, выступали по окружному радио и телевидению. Комаровского поддерживало политическое движение «Наш дом — Россия», финансовую поддержку его предвыборной кампании оказывал также «Газпром». Хабаров для предвыборной агитации преимущественно использовал окружную газету «Няръяна вындер», которая представляла в негативном свете губернаторский срок Комаровского. Основным «козырем» кампании Бутова был его имидж «человека, сделавшего самого себя». Так, на встречах с избирателями Бутов заявлял: «Я стал богатым, я сделаю богатыми и вас». 
В первом туре выборов лидировал Владимир Хабаров, однако он не смог набрать 50 % для победы. На 13 декабря был назначен второй тур, в котором соревновались Хабаров и Бутов. Несмотря на то, что большинство наблюдателей предсказывало победу Хабарову, полагая, что голоса избирателей, голосовавших за других кандидатов, разделятся поровну, по итогам второго тура новым главой Ненецкого автономного округа был избран Владимир Бутов, получив 48,46 % голосов избирателей. Наибольшая поддержка у Бутова была в Нарьян-Маре и посёлке Искателей.

## Кандидаты
| Кандидат                       | Деятельность/должность (на момент выдвижения)                                       | Статус          |
| ------------------------------ | ----------------------------------------------------------------------------------- | --------------- |
| Владимир Яковлевич Бутов       | депутат Собрания депутатов Ненецкого автономного округа, председатель АО «ТрансНАО» | зарегистрирован |
| Валентин Владимирович Варанкин | временно неработающий                                                               | зарегистрирован |
| Юрий Владимирович Комаровский  | экс-глава администрации Ненецкого автономного округа, временно неработающий         | зарегистрирован |
| Фёдор Фёдорович Малащенко      | заместитель главы фермерского хозяйства «Аграрник»                                  | зарегистрирован |
| Дмитрий Евгеньевич Ружников    | исполнительный директор окружного фонда медицинского страхования                    | зарегистрирован |
| Михаил Юрьевич Стаич           | заместитель начальника по борьбе с организованной преступностью УВД НАО             | зарегистрирован |
| Владимир Викторович Хабаров    | действующий глава администрации Ненецкого автономного округа                        | зарегистрирован |

## Результаты
| Место                       | Место                       | Кандидат                    | Голосов | %       |
| --------------------------- | --------------------------- | --------------------------- | ------- | ------- |
|                             | 1.                          | Владимир Хабаров            | 7451    | 40,64 % |
|                             | 2.                          | Владимир Бутов              | 4031    | 21,99 % |
|                             | 3.                          | Юрий Комаровский            | 2806    | 15,3 %  |
|                             | 4.                          | Валентин Варанкин           | 1004    | 5,48 %  |
|                             | 5.                          | Дмитрий Ружников            | 542     | 2,96 %  |
|                             | 6.                          | Михаил Стаич                | 291     | 1,59 %  |
|                             | 7.                          | Фёдор Малащенко             | 230     | 1,25 %  |
| Против всех                 | Против всех                 | Против всех                 | 1531    | 8,35 %  |
| Действительных бюллетеней   | Действительных бюллетеней   | Действительных бюллетеней   | 17 886  | 97,56 % |
| Недействительных бюллетеней | Недействительных бюллетеней | Недействительных бюллетеней | 448     | 2,44 %  |
| Всего                       | Всего                       | Всего                       | 18 334  | 100 %   |
| Общее число избирателей     | Общее число избирателей     | Общее число избирателей     | 28 077  |         |

| Место                       | Место                       | Кандидат                    | Голосов | %       |
| --------------------------- | --------------------------- | --------------------------- | ------- | ------- |
|                             | 1.                          | Владимир Бутов              | 8490    | 48,46 % |
|                             | 2.                          | Владимир Хабаров            | 7056    | 40,27 % |
| Против всех                 | Против всех                 | Против всех                 | 1706    | 9,74 %  |
| Действительных бюллетеней   | Действительных бюллетеней   | Действительных бюллетеней   | 17 252  | 98,47 % |
| Недействительных бюллетеней | Недействительных бюллетеней | Недействительных бюллетеней | 268     | 1,53 %  |
| Всего                       | Всего                       | Всего                       | 17 520  | 100 %   |
| Общее число избирателей     | Общее число избирателей     | Общее число избирателей     | 28 249  |         |